# The Georges
Pour les articles homonymes, voir Georges.
The Georges est un hôtel américain situé à Lexington, en Virginie. Installé dans des bâtiments construits à compter de 1789, cet établissement est membre des Historic Hotels of America depuis 2016.